# Esquirol gegant de Sulawesi
L'esquirol de musell llarg indonesi (Rubrisciurus rubriventer) és una espècie de rosegador de la família dels esciúrids. Viu a Sulawesi (Indonèsia) i algunes petites illes properes. El seu hàbitat natural són els boscos, tant de plana com de muntanya. Està amenaçat per la casa i la desforestació del seu entorn natural a causa de la tala d'arbres i l'expansió dels camps de conreu.